# Lucrezia Tornabuoni
Lucrezia Tornabuoni (ur. 22 czerwca 1427, zm. 28 marca 1482) – włoska arystokratka i poetka.

## Życiorys
Lucrezia Tornabuoni urodziła się we Florencji jako przedstawicielka jednego z najznamienitszych rodów arystokratycznych. Była córką Francesca Tornabuoni i Nanny Guicciardini. Obracała się w kręgach artystycznych Florencji, będącej kulturalną stolicą podzielonych na liczne państwa Włoch. Znała Luigiego Pulciego i Angela Poliziana. Podobno to ona namówiła Pulciego do napisania jego arcydzieła Morgante. W wieku siedemnastu lat poślubiła Piera, syna Kosmy Medyceusza. Urodziła kilkoro dzieci. Jej najstarszym synem był Wawrzyniec Wspaniały, najwybitniejszy z rodu Medyceuszy. Kiedy została wdową, kierowała sprawami rodziny, równocześnie rozwijając działalność dobroczynną. Była babką dwóch papieży, Leona X i Klemensa VII.

## Twórczość
Lucrezia Tornabuoni uprawiała twórczość religijną. Pisała poematy epickie na kanwie opowieści ze Starego Testamentu, których bohaterami byli Judyta, Estera, Jan Chrzciciel i Tobiasz.

## Linki
- Teksty w Wikiźródłach (wł.)